# Municipio de Baugo
El municipio de Baugo (en inglés: Baugo Township) es un municipio ubicado en el condado de Elkhart en el estado estadounidense de Indiana. En el año 2010 tenía una población de 9431 habitantes y una densidad poblacional de 242,56 personas por km².

## Geografía
El municipio de Baugo se encuentra ubicado en las coordenadas 41°38′30″N 86°1′43″O / 41.64167, -86.02861. Según la Oficina del Censo de los Estados Unidos, el municipio tiene una superficie total de 38.88 km², de la cual 38.05 km² corresponden a tierra firme y (2.14%) 0.83 km² es agua.

## Demografía
Según el censo de 2010, había 9431 personas residiendo en el municipio de Baugo. La densidad de población era de 242,56 hab./km². De los 9431 habitantes, el municipio de Baugo estaba compuesto por el 93.11% blancos, el 2.43% eran afroamericanos, el 0.22% eran amerindios, el 0.42% eran asiáticos, el 0.01% eran isleños del Pacífico, el 1.77% eran de otras razas y el 2.04% pertenecían a dos o más razas. Del total de la población el 4.15% eran hispanos o latinos de cualquier raza.